# Grammodes buchanani
Grammodes buchanani är en fjärilsart som beskrevs av Rothschild 1921. Grammodes buchanani ingår i släktet Grammodes och familjen nattflyn. Inga underarter finns listade i Catalogue of Life.